# Римокатоличка црква Узнесења Блажене Девице Марије у Јаши Томићу
Римокатоличка црква Узнесења Блажене Девице Марије у Јаши Томићу подигнута je 1911. године и грађена је као монументална, једнобродна, са тространом апсидом, две петостране сакристије и звоником који излази из западног прочеља. Kонструктивни склоп чине масивни ободни зидови, преломљени лукови и готски сводови. Основа је крстобразна, веома сложена и разуђена. Хор почива на масивним ступцима који носе лукове и крстасте сводове.
На западној фасади је високи звоник који се степенасто сужава и завршава осмостраном, веома стрмом капом покривеном емајлираним црепом у две боје. Поред звоника су два нижа торња, осмоугаоне основе, који се такође завршавају осмостраним пирамидама. У северном торњу је кружно степениште које води до хора, крова и врха звоника.
Црква је декорисана витражима који се налазе на свим већим прозорским отворима. Један део њих је оштећен, а сачувани су витражи на апсиди, јужном и на северном зиду цркве као и на розетама. На витражу у апсиди, представљено је шест сцена из циклуса Христовог живота, док су на другом, оштећеном витражу сачуване четири сцене из Богородичиног циклуса. Витраже у апсиди су радили мајстори из Будимпеште 1912. године. На једном витражу је натпис са именима донатора, односно чланова породице Рубчич.
Од појединачних слика у цркви се налазе две слике са темом Вазнесење Богородице. Једна је рад Васе Поморишца из 1926. године, а другу је потписао Јоханес Мерц, из Будима 1799. године. Обе су рађене у техници уља на платну.
Црква Узнесења Блажене Девице Марије сведочи о некадашњој економској моћи овог места.

## Галерија
- Изградња цркве у Јаши Томићу 1911. године
- Црква у Јаши Томићу
- Ентеријер цркве
- Витраж
- Ентеријер цркве
- Хор цркве
- Предикаоница